# Akanaquint
Sabuagana (Akanaquint, Green River Ute, Saguaguana), jedna od dviju lokalnih skupina Yampa Ute Indijanaca (druga je Grand River Ute) koji su živjeli nekada na rijeci Green River u Utahu. Danas su na rezervatu Uintah u Utahu obuhvaćeni pod kolektivnim nazivom White River Ute.

## Vanjske poveznice
- Indian Tribal History  Arhivirana inačica izvorne stranice od 28. siječnja 2013. (Wayback Machine)
- Dominguez and Escalante Journal  Arhivirana inačica izvorne stranice od 16. srpnja 2015. (Wayback Machine)